# São Pedro do Sul (Río Grande del Sur)
São Pedro do Sul es un municipio brasileño del estado de Rio Grande do Sul. Fue fundada el 22 de marzo de 1926 y antes pertenecía al municipio de Santa María.

## Paleontología
Destaca por tener las mayores reservas de plantas fósiles en el planeta. Sus fósiles de madera petrificada datan de más de 200 millones de años. En la zona, también fueron encontrados fósiles de reptiles prehistóricos (Dicynodontia), actualmente expuestos en el Museo de la Universidad de Tubinga, en Alemania.
La ciudad ha hecho grandes contribuciones al mundo de la paleontología. El Sitio Paleontológico Xiniquá se encuentra a 20 km de la ciudad. Tiene muchos parques y museos de paleontología. Así, posee el Museo Paleontológico y Arqueológico Walter Ilha, con fósiles del geoparque de Paleorrota.

### Museo
- Museo Aristides Carlos Rodrigues